# Warschilo
Warschilo (bulgarisch Вършило, dt. Mühle) ist ein bulgarisches Dorf in der Gemeinde Sosopol, Provinz Burgas. Das Dorf liegt inmitten des Strandscha-Gebirges. Das Dorf liegt ca. 55 km westlich des Gemeindezentrums Sosopol und ca. 30 km südwestlich der Großstadt Burgas. Eine direkte Straßenverbindung zum Gemeindezentrum Sosopol gibt es nicht. Bis 1934 trug das Dorf den Namen Kar Charman (bulg. Кър харман, dt. aus dem türkischen Straßenmühle), bis 1951 Charman (bulg. Харман, dt. Mühle).
Im Umland des Dorfes wird der Stausee Indsche Wojwoda errichtet. Dort befinden sich auch Reste einer spätantiken thrakisch-römischen Festung.